# Sâu keo da láng
Spodoptera exigua là một loài bướm đêm trong họ Noctuidae.

## Hình ảnh

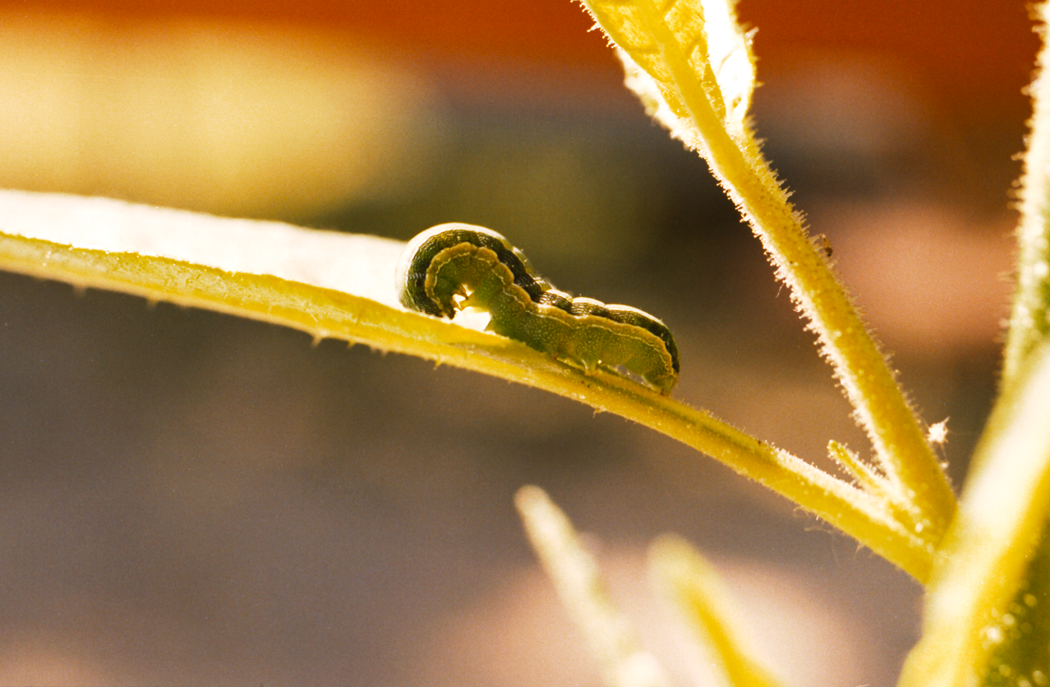
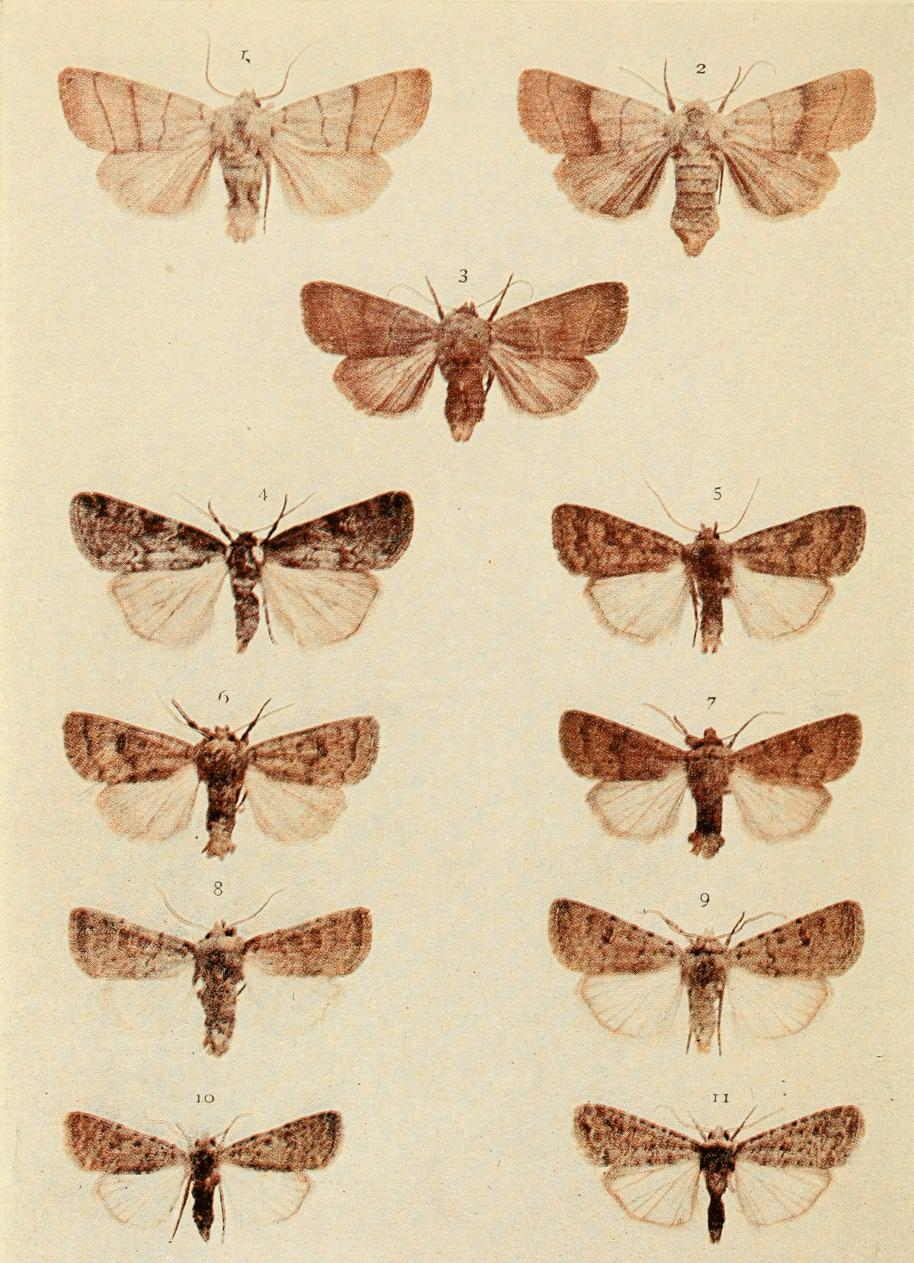
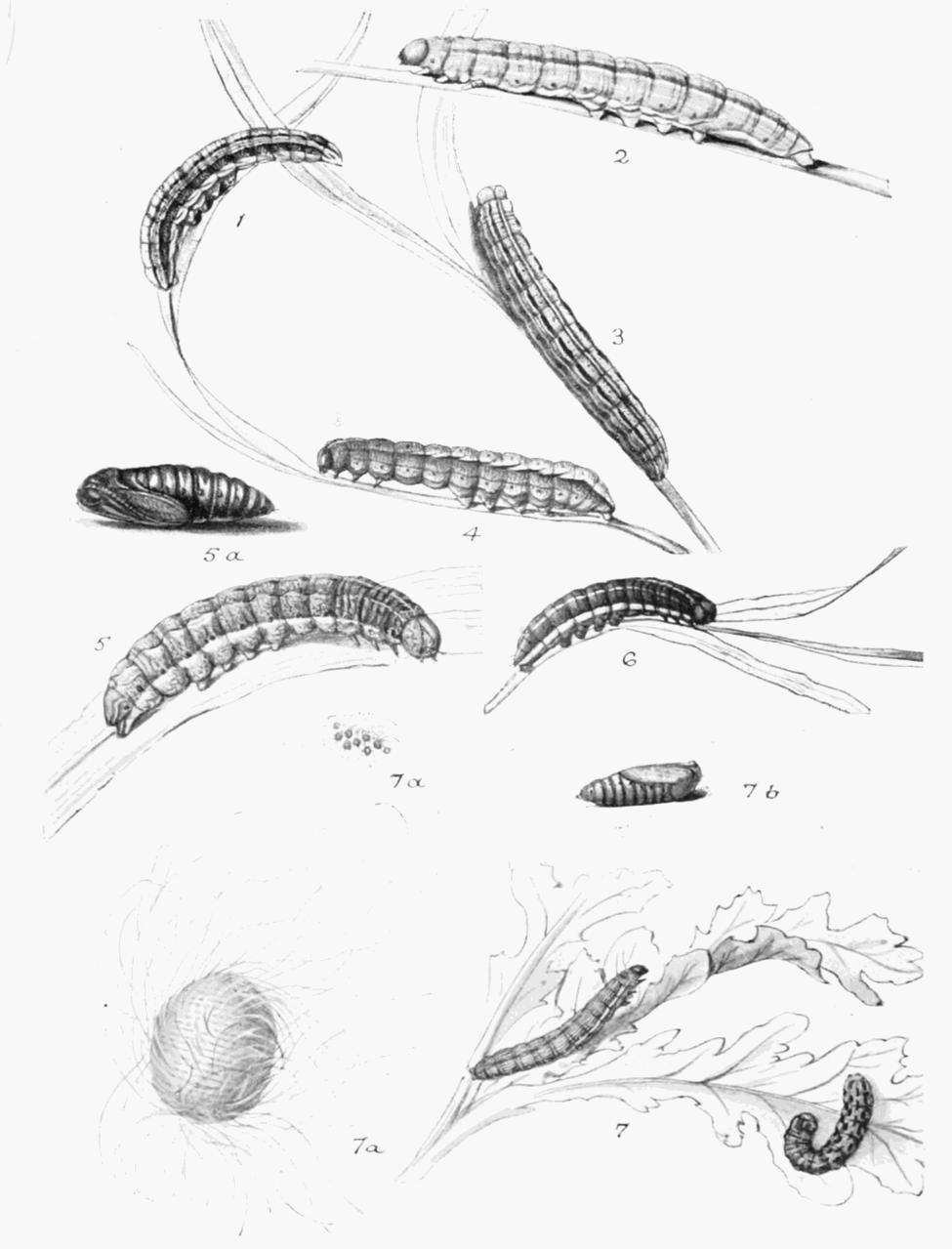
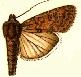